# Grand Prix du canton d'Argovie 2016
La 53e édition du Grand Prix du canton d'Argovie a eu lieu le 9 juin 2016. La course fait partie du calendrier UCI Europe Tour 2016 en catégorie 1.HC.

## Présentation

### Équipes
Classé en catégorie 1.HC de l'UCI Europe Tour, le Grand Prix du canton d'Argovie est par conséquent ouvert aux WorldTeams dans la limite de 70 % des équipes participantes, aux équipes continentales professionnelles, aux équipes continentales suisses, aux équipes continentales étrangères dans la limite de deux, et à une équipe nationale suisse.
Vingt équipes participent à ce Grand Prix du canton d'Argovie - Dix WorldTeams, huit équipes continentales professionnelles, une équipe continentale et une équipe nationale :
| UCI WorldTeams   | UCI WorldTeams | UCI WorldTeams |
| Nom de l'équipe  | Pays           | Code           |
| ---------------- | -------------- | -------------- |
| AG2R La Mondiale | France         | ALM            |
| Astana           | Kazakhstan     | AST            |
| BMC Racing       | États-Unis     | BMC            |
| Cannondale       | États-Unis     | CPT            |
| Dimension Data   | Afrique du Sud | DDD            |
| IAM              | Suisse         | IAM            |
| Katusha          | Russie         | KAT            |
| Lampre-Merida    | Italie         | LAM            |
| Orica-GreenEDGE  | Australie      | OGE            |
| Trek-Segafredo   | États-Unis     | TFS            |

| Équipes continentales professionnelles | Équipes continentales professionnelles | Équipes continentales professionnelles |
| Nom de l'équipe                        | Pays                                   | Code                                   |
| -------------------------------------- | -------------------------------------- | -------------------------------------- |
| Androni Giocattoli-Sidermec            | Italie                                 | AND                                    |
| Bora-Argon 18                          | Allemagne                              | BOA                                    |
| Stölting Service Group                 | Allemagne                              | SSG                                    |
| Delko-Marseille Provence-KTM           | France                                 | MTN                                    |
| Gazprom-RusVelo                        | Russie                                 | GAZ                                    |
| Roth                                   | Suisse                                 | ROT                                    |
| Topsport Vlaanderen-Baloise            | Belgique                               | TSV                                    |
| Wanty-Groupe Gobert                    | Belgique                               | WGG                                    |

| Équipe continentale | Équipe continentale | Équipe continentale |
| Nom de l'équipe     | Pays                | Code                |
| ------------------- | ------------------- | ------------------- |
| Vorarlberg          | Autriche            | VOL                 |

| Équipe nationale           | Équipe nationale | Équipe nationale |
| Nom de l'équipe            | Pays             | Code             |
| -------------------------- | ---------------- | ---------------- |
| Équipe nationale de Suisse | Suisse           | SUI              |

## Classements

### Classement final
| Classement final | Classement final    | Classement final | Classement final    | Classement final  |
|                  | Coureur             | Pays             | Équipe              | Temps             |
| ---------------- | ------------------- | ---------------- | ------------------- | ----------------- |
| 1er              | Giacomo Nizzolo     | Italie           | Trek-Segafredo      | en 4 h 8 min 38 s |
| 2e               | Andrea Pasqualon    | Italie           | Roth                | m.t               |
| 3e               | David Tanner        | Australie        | IAM                 | m.t               |
| 4e               | Kristian Sbaragli   | Italie           | Dimension Data      | m.t               |
| 5e               | Matti Breschel      | Danemark         | Cannondale          | m.t               |
| 6e               | Zakkari Dempster    | Italie           | Bora-Argon 18       | m.t               |
| 7e               | Magnus Cort Nielsen | Danemark         | Orica-GreenEDGE     | m.t               |
| 8e               | Silvan Dillier      | Suisse           | BMC Racing          | m.t               |
| 9e               | Gaëtan Bille        | Belgique         | Wanty-Groupe Gobert | m.t               |
| 10e              | Sergey Chernetskiy  | Russie           | Katusha             | m.t               |
| modifier         |                     |                  |                     |                   |

### UCI Europe Tour
Ce Grand Prix du canton d'Argovie attribue des points pour l'UCI Europe Tour 2016, par équipes seulement aux coureurs des équipes continentales professionnelles et continentales, individuellement à tous les coureurs sauf ceux faisant partie d'une équipe ayant un label WorldTeam.
| Position           | 1er | 2e  | 3e  | 4e  | 5e | 6e | 7e | 8e | 9e | 10e | 11e | 12e | 13e | 14e | 15e | 16e à 30e | 31e à 40e |
| Classement général | 200 | 150 | 125 | 100 | 85 | 70 | 60 | 50 | 40 | 35  | 30  | 25  | 20  | 15  | 10  | 5         | 3         |